# MC Eiht
MC Eiht (født Aaron Tyler 22. maj 1971 i Compton) er en amerikansk rapper.
Han blev født i den belastede bydel Compton i Los Angeles. Fra samme bydel kom de mere kendte N.W.A., der i 1988 for alvor skød gangstarappen i gang med albummet Straight Outta Compton.
To år senere i 1990 var MC Eiht og hans kumpaner i gruppen Compton's Most Wanted (CMW) klar til at bære faklen videre. De udsendte debutalbummet 'It's a Compton Thang', der bl.a. indeholdt undergrundshittet One Time Gaffled' Em Up. Inspirationen fra N.W.A. var tydelig, men med teenageren Eihts mere tilbagelænede flow og Unknown DJ og DJ Slips g-funkede ballader, var albummet dog en langt mindre aggressiv affære, end hvad man var vant til hos N.W.A. eller en anden gangstarap-gruppe som Geto Boys.
I 1991 var gruppen klar med deres andet album Straight Check' Em, der bl.a. indeholdt hittet Growin' Up In the Hood, der også var et af de bærende numre på soundtracket til filmen Boyz n the Hood, der med Laurence Fishburne og Ice Cube i de ledende roller stadig står som et af de stærkeste bud på en film om det selvdestruktive Californiske ghetto- og gangstaliv.
Med Music To Driveby fra 1992 leverede CMW deres stærkeste album. Titlen alene indikerer, hvad der her var på spil, men selvom der var skruet lidt op for volden i de billedrige narrationer, så var det stadig den grundliggende laid back-stemning, der var på dagsordenen her. Music To Driveby blev gruppens foreløbig sidste og kommercielt mest succesfulde udgivelse. Men selvom MC Eiht og resten af CMW havde en tro og loyal fanskare, kom de dog aldrig op i nærheden af de samme salgstal som mere populære kunstnere som Ice Cube (der i denne periode toppede som solokunstner) eller Nas (der på dette tidspunkt forsøgte sig med en lidt mere gangsta-agtig tilgang).
Efterfølgende gik MC Eiht solo og CMW i opløsning. Alt forløb dog stort set som før, da Eiht tog produceren Dj Slip med sig over i solokarrieren. MC Eihts solodebut Streiht Up Menace fra filmen Menace II Society, hvor han selv havde en større rolle, blev også hans største singlehit til dato. Og det perfekte startskud for albummet We Come Strapped, der ved udgivelse i 1994 gik direkte ind på førstepladsen på Billboards r'n'b-liste.
Siden er det gået slag i slag, og MC Eiht har i store træk udgivet et album årligt sidenhen. Kvaliteten har været svingende, men med sin sikre og rolige stemme har bundniveauet dog altid ligget ganske højt, selv når produktionerne gik i selvsving, og narrationerne nærmede sig det klichefyldte.
I 2000 blev CMW for en stund gendannet, da de udsendte albummet Represent.
Senest har MC Eiht udgivet albummet Affiliated i 2006.

## Diskografi

### Album
- It's a Compton Thang, (1990)
- Straight Check 'Em, (1991)
- Music to Driveby, (1992)
- We Come Strapped, (1994)
- Veteran's Day, (2004)
- Affiliated, (2006)